# Plopeni
Plopeni ist eine Kleinstadt im Kreis Prahova in der Großen Walachei in Rumänien.

## Lage
Plopeni liegt im Vorland des südlichen Teils der Ostkarpaten, in der Aue des Flusses Teleajen.  Die Kreishauptstadt Ploiești befindet sich etwa 15 km südlich.

## Geschichte
Plopeni entwickelte sich im Umfeld der Großstadt Ploiești zu einem Industrieort. 1938 entstand eine große Munitionsfabrik. 1968 erhielt Plopeni den Status einer Stadt.
Die wichtigsten Erwerbszweige der Stadt sind die Holz- und Metallverarbeitung, Textil-, Glas- und Rüstungsindustrie sowie der Maschinenbau.

## Bevölkerung
1930 lebten im Ort etwa 1000 Menschen. Bei der Volkszählung 2002 wurden 9612 Einwohner registriert, darunter 9493 Rumänen und 112 Roma.

## Verkehr
Plopeni besitzt einen Bahnhof an der Nebenbahn von Ploiești nach Slănic; in beide Richtungen verkehren derzeit (2009) je fünf Nahverkehrszüge täglich, wobei der Zugverkehr zwischen Poiana Slănic und Slănic ruht. Es bestehen regelmäßige Busverbindungen nach Slănic und Ploiești.

## Sehenswürdigkeiten
Plopeni hat keine besonderen touristischen Anziehungspunkte aufzuweisen.